# قطار شهری دورتموند
قطار شهری دورتموند (آلمانی: Dortmund Stadtbahn) سامانه قطار سبک شهری در دورتموند، آلمان است.
این قطار شهری که در سال ۱۹۷۶ تأسیس شده دارای ۸ خط، ۱۲۵ ایستگاه و ۷۵ کیلومتر طول است.

## نگارخانه

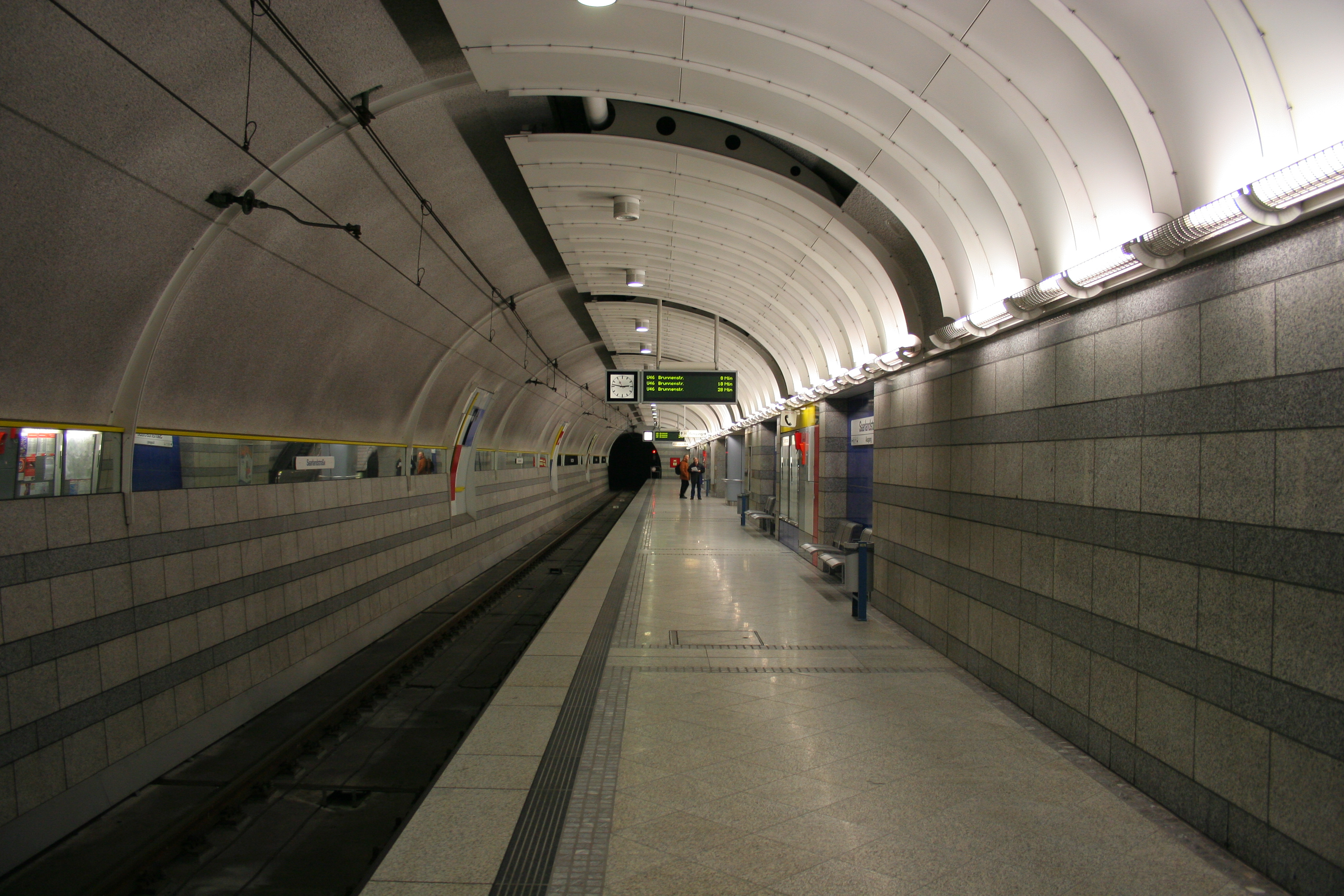
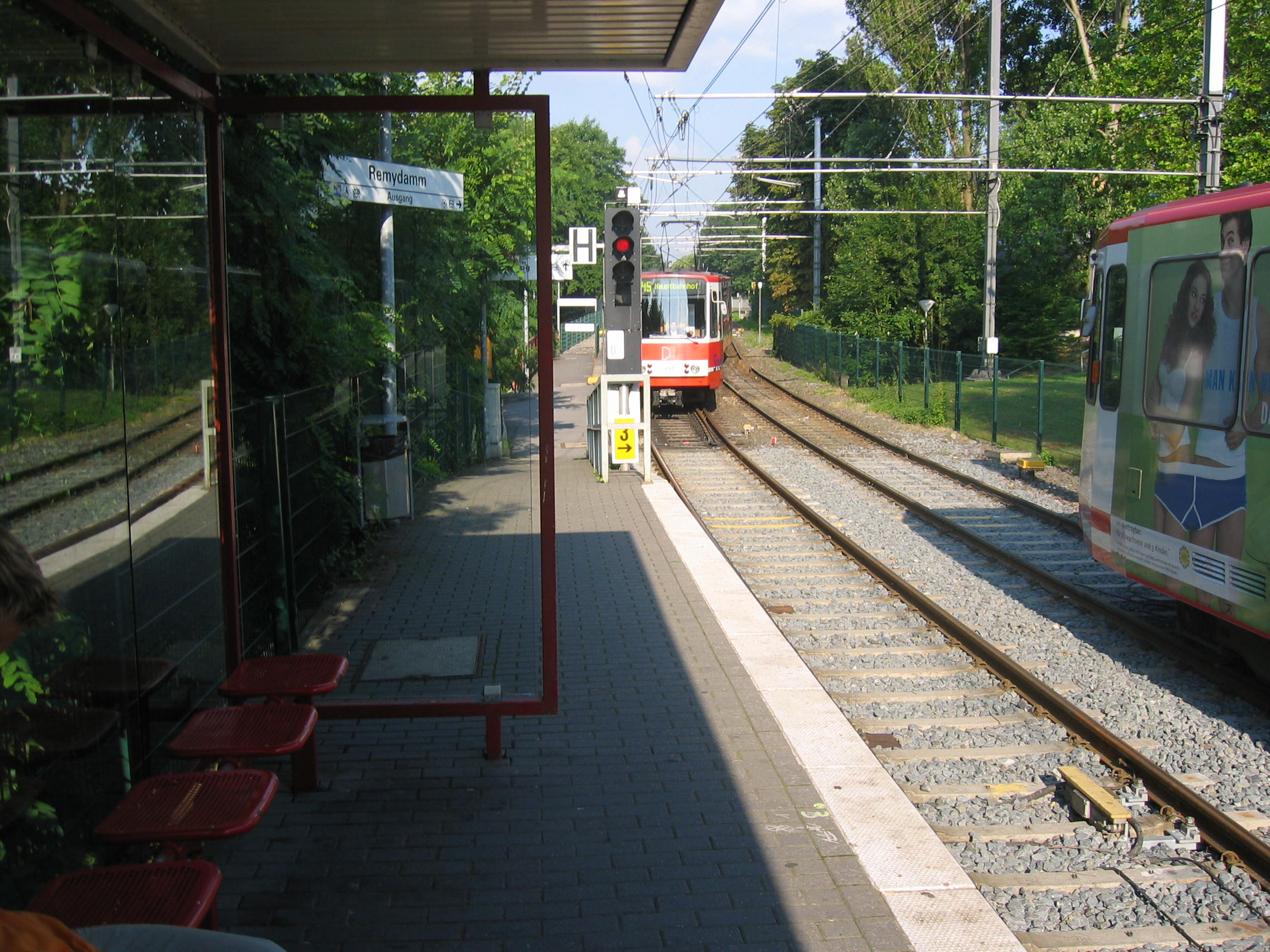
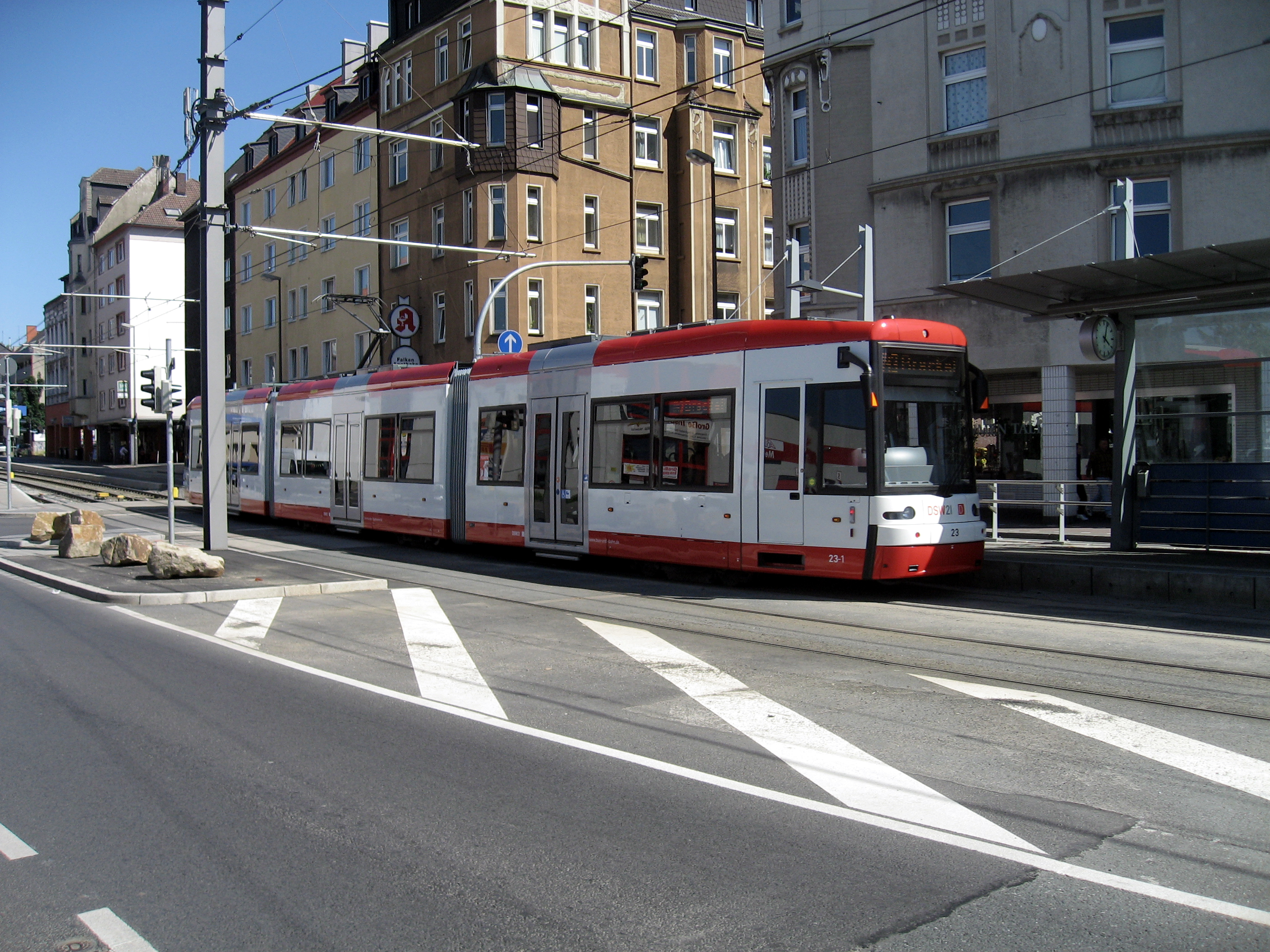
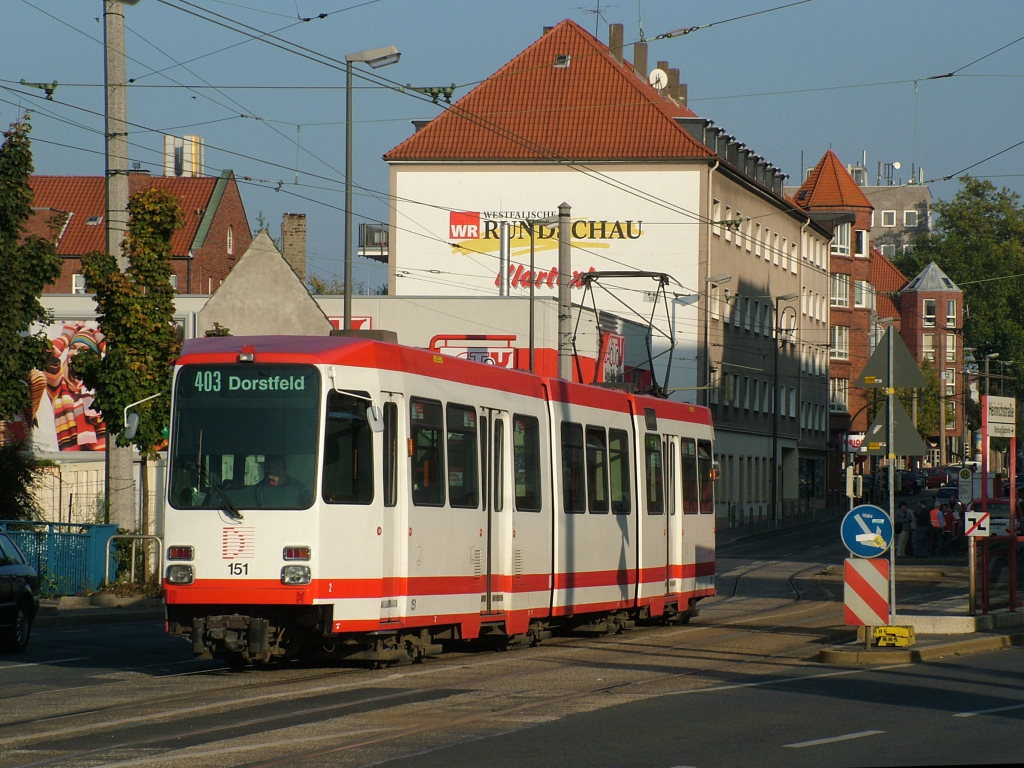